# Greenstone Point
Der Greenstone Point ist eine Landspitze in Form eines Felssporns im westantarktischen Ellsworthland. Sie liegt an der Nordseite der Jones Mountains unmittelbar östlich des Austin Valley.
Teilnehmer einer Expedition der University of Minnesota zu den Jones Mountains von 1960 bis 1961 kartierten sie. Ihren Namen erhielt die Landspitze nach der grünlichen Färbung ihres Gesteins.